# Kawasaki Brave Thunders
Il Kawasaki Brave Thunders (川崎ブレイブサンダース) è una società cestistica avente sede a Kawasaki, in Giappone. Fondata nel 1950, gioca in B.League.

## Storia
Il Kawasaki Brave Thunders è una squadra di pallacanestro giapponese fondata a Kawasaki nel 1950. In passato ha partecipato a diversi tornei: alla JBL Super League dal 2001 al 2007, alla Japan Basketball League dal 2007 al 2013 e alla National Basketball League dal 2013 al 2016. Attualmente gioca in B1 League, la massima serie del campionato giapponese di pallacanestro. Nella sua storia è riuscita anche a vincere la Coppa dell'Imperatore cinque volte.

## Palmarès
- National Basketball League: 2

2013-14, 2015-16
- JBL Super League: 1

2004-05
- Coppa dell'Imperatore: 5

2000, 2006, 2014, 2021, 2022